# Heinz Gumin Preis für Mathematik der Carl Friedrich von Siemens Stiftung
Der Heinz Gumin Preis für Mathematik der Carl Friedrich von Siemens Stiftung wird seit 2010 alle drei bis vier Jahre an Mathematiker aus Deutschland, Österreich oder der Schweiz verliehen. Der Preis trägt den Namen des Mathematikers und Informatikers Heinz Gumin, welcher von 1984 bis 2008 Vorstand der Carl Friedrich von Siemens Stiftung war. Der Heinz Gumin Preis für Mathematik ist mit 50.000 Euro der höchstdotierte Mathematikpreis in Deutschland.

## Preisträger
- 2010 Gerd Faltings[1]
- 2013 Stefan Müller[2]
- 2016 Wendelin Werner[3]
- 2020 Wolfgang Hackbusch[4]
- 2024 Don Zagier[5]